# オールド・ボーイス・クルブ
オールド・ボーイス・クルブ（西: Old Boys Club）は、ウルグアイのモンテビデオを拠点とするスポーツクラブ。ラグビーチームが特に有名である。

## 概要
1914年4月19日、モンテビデオのブリティッシュスクールの卒業生によってクラブ創設。ラグビーチームは1948年に結成された。2005年には女子部門だったオールド・ガールス・クルブ（1937年創設）と統合してオールド・ボーイス&オールド・ガールス・クルブ（正式名称: The British Schools Old Boys & Old Girls Club）となった。
ラグビーチームは国内有数の強豪で、カラスコ・ポロ、オールド・クリスティアンスと共に3強を形成している。国内リーグには1950年に開催されたカンペオナート・カルロス・E・カット（Campeonato Carlos E. Cat）から参加しており、1950年代から60年代にかけてはウルグアイで最も有力なラグビーチームであった。

## タイトル
- カンペオナート・ウルグアージョ
  - 優勝 16回（1950[注 2], 1952[注 3], 1956[注 4], 1957, 1959, 1962, 1963, 1964, 1965, 1967, 1968[注 3], 1969, 1975[注 3], 2010, 2013, 2021）

## ラグビー以外の競技

### サッカー
2022年、元サッカーウルグアイ代表で2019年に現役引退していたディエゴ・フォルランが、オールド・ボーイス&オールド・ガールス・クルブのサッカー部門のシニアチームに入団した。リーガ・ウニベルシタリア・デ・デポルテス（LUD）に所属。